# Eighth Grade
Eighth Grade is een Amerikaanse komische film uit 2018, geschreven en geregisseerd door Bo Burnham.

## Verhaal
Kayla Day is een tiener die in het achtste jaar zit en weinig vrienden heeft. Dat probeert ze te compenseren door voortdurend haar telefoon in de hand te hebben. Ze maakt YouTube-video’s gericht op andere adolescenten met dezelfde gevoelens van isolatie, angst en onzichtbaarheid. Ze bereikt er nauwelijks enig publiek mee en nu het einde van een tot nu toe rampzalig schooljaar in zicht is en de hogeschool op komst is, wordt de kloof tussen hoe ze zichzelf waarneemt en de reële situatie steeds groter.

## Rolverdeling
| Acteur           | Personage             |
| ---------------- | --------------------- |
| Elsie Fisher     | Kayla Day             |
| Josh Hamilton    | Mark Day (vader)      |
| Emily Robinson   | Olivia                |
| Daniel Zolghadri | Riley                 |
| Greg Crowe       | Schoolhoofd McDaniels |
| Fred Hechinger   | Trevor                |

## Release en ontvangst
Eighth Grade ging op 19 januari 2018 in première op het Sundance Film Festival in de U.S. Dramatic Competition. De film kreeg positieve kritieken van de filmcritici met een score van 98% op Rotten Tomatoes, gebaseerd op 120 beoordelingen.